# Adolf Wiklund (kompozytor)
Adolf Wiklund (ur. 5 czerwca 1879 w Långserud, zm. 3 kwietnia 1950 w Sztokholmie) – szwedzki kompozytor, dyrygent i pianista.

## Życiorys
Syn organisty. W latach 1896–1901 studiował w konserwatorium w Sztokholmie u Richarda Anderssona (fortepian) i Johana Lindegrena (kompozycja). W latach 1902–1903 przebywał w Paryżu, gdzie był organistą w kościele szwedzkim. W latach 1905–1907 kontynuował studia w Berlinie u Jamesa Kwasta. Następnie dyrygował orkiestrą opery w Karlsruhe i berlińską Königlische Oper (1908–1911). Od 1911 do 1924 roku był dyrygentem Opery Królewskiej w Sztokholmie. W latach 1925–1938 dyrygował orkiestrą sztokholmskiego towarzystwa koncertowego.
Występował jako pianista w charakterze solisty i akompaniatora. Od 1915 roku był członkiem Królewskiej Akademii Muzycznej.

## Twórczość
Muzyka Wiklunda cechuje się romantycznym charakterem, z domieszką elementów impresjonistycznych. Skomponował m.in. dwa koncerty fortepianowe (I 1906 zrewid. 1915, II 1917), poematy symfoniczne Sommarnatt och soluppgång (1918) i Sång till våren (1934), Symfonię (1923), Sonatę na skrzypce i fortepian (1906), Konsertstycke na fortepian i orkiestrę (1902), Uwerturę koncertową (1903), Tre stycken na harfę i smyczki (1924), Małą suitę (1928), Symfonisk prolog (1934).